# 纳吉博沃农村居民点
纳吉博沃农村居民点（俄语：Нагибовское сельское поселение）是俄罗斯联邦犹太自治州十月区所属的一个农村居民点。其下辖有5个居民点，行政中心为布拉戈斯洛文诺耶。据2016年统计，该农村居民点的人口为1789人。